# 57-й меридіан західної довготи
57-й меридіан західної довготи — лінія довготи, що лежить на 57 градусів західніше Гринвіцького меридіана. Вона проходить від Північного полюса через Північний Льодовитий океан, Північну Америку, Атлантичний океан, Південну Америку, Південний океан та Антарктиду до Південного полюса.
57-й меридіан західної довготи формує велике коло разом із 123-тім меридіаном східної довготи.

## Список географічних об'єктів, що перетинає 57° зх. д.
Починаючи на Північному полюсі та рухаючись до Південного полюса, 57-й меридіан західної довготи проходить через:
| Координати                                                 | Країна, територія або море | Примітки                                                                                |
| ---------------------------------------------------------- | -------------------------- | --------------------------------------------------------------------------------------- |
| 90°0′ пн. ш. 57°0′ зх. д. / 90.000° пн. ш. 57.000° зх. д.  | Північний Льодовитий океан |                                                                                         |
| 83°33′ пн. ш. 57°0′ зх. д. / 83.550° пн. ш. 57.000° зх. д. | Море Лінкольна             |                                                                                         |
| 82°11′ пн. ш. 57°0′ зх. д. / 82.183° пн. ш. 57.000° зх. д. | Гренландія                 | Проходить через Землю Ньєбо[en]                                                         |
| 90°0′ пн. ш. 57°0′ зх. д. / 90.000° пн. ш. 57.000° зх. д.  | Море Баффіна               |                                                                                         |
| 74°10′ пн. ш. 57°0′ зх. д. / 74.167° пн. ш. 57.000° зх. д. | Гренландія                 |                                                                                         |
| 74°7′ пн. ш. 57°0′ зх. д. / 74.117° пн. ш. 57.000° зх. д.  | Море Баффіна               |                                                                                         |
| 70°0′ пн. ш. 57°0′ зх. д. / 70.000° пн. ш. 57.000° зх. д.  | Дейвісова протока          |                                                                                         |
| 60°0′ пн. ш. 57°0′ зх. д. / 60.000° пн. ш. 57.000° зх. д.  | Атлантичний океан          | Море Лабрадор                                                                           |
| 53°43′ пн. ш. 57°0′ зх. д. / 53.717° пн. ш. 57.000° зх. д. | Канада                     | Ньюфаундленд і Лабрадор — проходить через півострів Лабрадор                            |
| 51°24′ пн. ш. 57°0′ зх. д. / 51.400° пн. ш. 57.000° зх. д. | Протока Бель-Айл           |                                                                                         |
| 50°59′ пн. ш. 57°0′ зх. д. / 50.983° пн. ш. 57.000° зх. д. | Канада                     | Ньюфаундленд і Лабрадор — проходить через острів Ньюфаундленд                           |
| 47°35′ пн. ш. 57°0′ зх. д. / 47.583° пн. ш. 57.000° зх. д. | Атлантичний океан          |                                                                                         |
| 5°59′ пн. ш. 57°0′ зх. д. / 5.983° пн. ш. 57.000° зх. д.   | Суринам                    |                                                                                         |
| 2°34′ пн. ш. 57°0′ зх. д. / 2.567° пн. ш. 57.000° зх. д.   | Гаяна                      | Проходить через територію, на яку претендує Суринам                                     |
| 1°54′ пн. ш. 57°0′ зх. д. / 1.900° пн. ш. 57.000° зх. д.   | Бразилія                   | Пара Амазонас Пара Мату-Гросу Мату-Гросу-ду-Сул                                         |
| 22°13′ пд. ш. 57°0′ зх. д. / 22.217° пд. ш. 57.000° зх. д. | Парагвай                   |                                                                                         |
| 27°28′ пд. ш. 57°0′ зх. д. / 27.467° пд. ш. 57.000° зх. д. | Аргентина                  |                                                                                         |
| 29°39′ пд. ш. 57°0′ зх. д. / 29.650° пд. ш. 57.000° зх. д. | Бразилія                   | Ріу-Гранді-ду-Сул                                                                       |
| 30°5′ пд. ш. 57°0′ зх. д. / 30.083° пд. ш. 57.000° зх. д.  | Уругвай                    |                                                                                         |
| 34°34′ пд. ш. 57°0′ зх. д. / 34.567° пд. ш. 57.000° зх. д. | Ріо-де-ла-Плата            |                                                                                         |
| 36°20′ пд. ш. 57°0′ зх. д. / 36.333° пд. ш. 57.000° зх. д. | Аргентина                  |                                                                                         |
| 37°19′ пд. ш. 57°0′ зх. д. / 37.317° пд. ш. 57.000° зх. д. | Атлантичний океан          |                                                                                         |
| 60°0′ пд. ш. 57°0′ зх. д. / 60.000° пд. ш. 57.000° зх. д.  | Південний океан            |                                                                                         |
| 63°21′ пд. ш. 57°0′ зх. д. / 63.350° пд. ш. 57.000° зх. д. | Антарктида                 | Проходить через Антарктичний півострів — претендують Аргентина, Чилі та Велика Британія |
| 63°38′ пд. ш. 57°0′ зх. д. / 63.633° пд. ш. 57.000° зх. д. | Південний океан            | Море Ведделла — проходить східніше островів Вега та Джеймса Росса                       |
| 64°21′ пд. ш. 57°0′ зх. д. / 64.350° пд. ш. 57.000° зх. д. | Антарктида                 | Проходить через острів Сноу-Гілл — претендують Аргентина, Чилі та Велика Британія       |
| 64°27′ пд. ш. 57°0′ зх. д. / 64.450° пд. ш. 57.000° зх. д. | Південний океан            | Море Ведделла                                                                           |
| 75°58′ пд. ш. 57°0′ зх. д. / 75.967° пд. ш. 57.000° зх. д. | Антарктида                 | Проходить через територію, на яку претендують Аргентина, Чилі та Велика Британія        |